# Johan Flykt-Rosén
Johan Peter Flykt-Rosén, född 28 april 1974 i Göteborg, är en svensk före detta fotbollsspelare (försvarare).
Flykt-Rosén började spela fotboll i IFK Göteborg som femåring, och hade säsongen 1993 nått ända till klubbens A-lag, men representerade bara klubben i en enda vänskapsmatch. Inför säsongen 1994 gick han i stället till lokalrivalen Gais, som spelade i division I södra.
Även i Gais hade han till en början svårt att ta en plats, och han spelade 1994 och 1995 bara några få tävlingsmatcher för klubben. 1996 spelade han 13 matcher (inga mål) när Gais åkte ur division I. Därefter började ett stort skadeelände för Flykt-Rosén. Hösten 1996 skadade han ledbanden i sitt högerknä, och därefter följde bristningar i båda låren som gjorde att han tvingades till operation och en lång rehabperiod. Han missade hela säsongen 1997, och spelade bara två A-lagsmatcher 1998. Inför den allsvenska säsongen 2000 fick han inget nytt kontrakt med Gais, och avslutade sin elitkarriär.

## Karriärstatistik
| Klubb        | Säsong | Division                    | Matcher | Mål |
| ------------ | ------ | --------------------------- | ------- | --- |
| IFK Göteborg | 1993   | Allsvenskan                 | 0       | 0   |
| Gais         | 1994   | Division I Södra            | 3       | 0   |
| Gais         | 1995   | Division I Södra            | 1       | 0   |
| Gais         | 1996   | Division I Södra            | 13      | 0   |
| Gais         | 1997   | Division II Västra Götaland | 0       | 0   |
| Gais         | 1998   | Division II Västra Götaland | 2       | 0   |
| Gais         | 1999   | Division I Södra            | ?       | ?   |